# Liliane Massala
Pour les articles homonymes, voir Massala.
Liliane Massala, née le 12 décembre 1964 à Butare au Rwanda, est une haute fonctionnaire et diplomate gabonaise. 

## Biographie

### Situation personnelle
Liliane Massala est la fille de l'homme politique et diplomate Édouard Bulabula, né le 2 novembre 1931 et mort le 25 novembre 1993, et de Christine Bahati, née le 27 décembre 1948 et morte le 26 juillet 2019.

#### Famille paternelle
En 1959, son père Édouard Bulabula est membre du cabinet de Patrice Lumumba, Premier ministre de la république du Congo lors de l'indépendance de celle-ci en 1960, jusqu'à l'assassinat de ce dernier, le 17 janvier 1961. S'enchaînent des années de fuite du nouveau régime en place, qui réserve le même sort à tous les proches collaborateurs de Patrice Lumumba. C'est ainsi que Liliane naît à Butare au Rwanda, six semaines avant le retour de la famille au Zaïre (actuelle RDC). Édouard Bulabula s'éloigne de la politique à son retour et est recruté en tant que haut cadre dans une compagnie belge d'import-export. Il est nommé en 1978 représentant du grand fleuron aérien africain de son temps, la compagnie nationale Air Zaïre, tour à tour en Ouganda, au Kenya, en Guinée Conakry, avant de terminer sa carrière au Gabon. Dans ce dernier pays, il est désigné President of the Board of Directors.

#### Famille maternelle
Sa mère, Christine Bahati, femme d'affaires, est élève infirmière lorsqu'elle se marie à Édouard Bulabula. Après une vie d'épouse de diplomate ayant vécu plus de 15 années à l'étranger, elle se lance dans les affaires, une fois rentrée définitivement au Congo avec son époux. Membre influente de diverses associations de femmes d'affaires, notamment la Fédération nationale des artisans, des petites et moyennes entreprises du Congo (FENAPEC), elle investit dans divers domaines d'activités dont l'hôtellerie, les hydrocarbures et le BTP. Elle est la propriétaire de l'entreprise Bahati Trading Company BTC, qu'elle fonde en 1986. Une structure créée pour la gestion entre autres, de son port industriel nommé « Christine BAHATI ». Une idée qui a germé dans son esprit, de transformer un terrain marécageux dont elle était propriétaire en port devant relier commercialement Kinshasa à Brazzaville en 1998. En 2019, les travaux sont à la dernière phase de construction quand elle décède. Son rêve de pouvoir inaugurer son port n'a pas pu voir le jour de son vivant, ses enfants devant le poursuivre. Cependant, des bateaux d'une centaine de tonnage y accostent déjà. Femme de cœur et catholique convaincue, elle s'est investie dans de nombreuses œuvres caritatives d'aide aux démunis. À travers des ONG européennes, elle fournit des équipements aux maternités et offre annuellement aux enfants venant des milieux défavorisés des fêtes de Noël.

### Environnement familial
Liliane Massala est la fille aînée et la seconde d'une fratrie de six enfants. La famille déménage au gré des affectations du père - représentant d'Air Zaïre en Ouganda, en Tanzanie, au Kenya puis en Guinée et au Gabon. Enfant de diplomate, Liliane Massala et ses frères sont scolarisés dans des lycées français et internats prestigieux d'Afrique. À l'âge de treize ans, son père étant affecté à Kampala, la capitale de l'Ouganda, un pays anglophone, il décide de la scolariser ainsi que sa sœur cadette au Rwanda (pays francophone à cette époque), à l'internat catholique belge Notre-Dame-des-Victoires, où elle rencontre au sein de la prestigieuse institution pour jeunes filles de bonne famille, entre autres, la fille du président Juvénal Habyarimana et également Louise Mushikiwabo, la secrétaire générale de l'OIF (élue en 2018). En 1984, la famille Bulabula atterrit à Libreville, dernière affectation du père avant sa retraite. Bien que les enfants aînés y travaillent déjà et les autres poursuivant leurs études à l'étranger, les parents regagnèrent définitivement leur pays en 1987 pour élire domicile à Kinshasa.

### Études et carrière professionnelle
Elle fréquente le collège et le lycée Sacré-Cœur de Kinshasa de 1974 à 1977, puis le lycée français de Naïrobi et le lycée Notre-Dame-de-Victoire de Nyundo au Rwanda. Une fois son baccalauréat scientifique en poche, elle poursuit ses études universitaires, respectivement en sciences sociales et économiques et en science des gestions à la faculté de Montpellier et à l'université Omar Bongo à Libreville, où elle obtient sa licence. Elle continue ses études à l'UQAM à Montréal et obtient un MBA in Master Administration.

#### Carrière nationale
Elle commence sa carrière en tant que conseillère adjointe à la présidence de la République du Gabon, ensuite conseillère personnelle du président de la République. De 2007 à 2009, elle est directrice de cabinet adjointe du président de la République, chargée des affaires africaines et internationales. Poste où, elle a, entre autres, déverrouillé la communication présidentielle lors des déplacements du chef de l’État à l'intérieur du pays et à l'extérieur. En 2006, elle organise des échanges entre le président et les principaux candidats à la première élection présidentielle libre en République démocratique du Congo.
De 2009 à 2012, elle est conseillère du président de la République au département des affaires internationales. En 2010, elle conduit, dans le cadre de la promotion du Gabon et notamment pour la zone économique à régime privilégié de Nkok, une mission économique à Belgrade (Serbie) et en République de Saint-Marin.

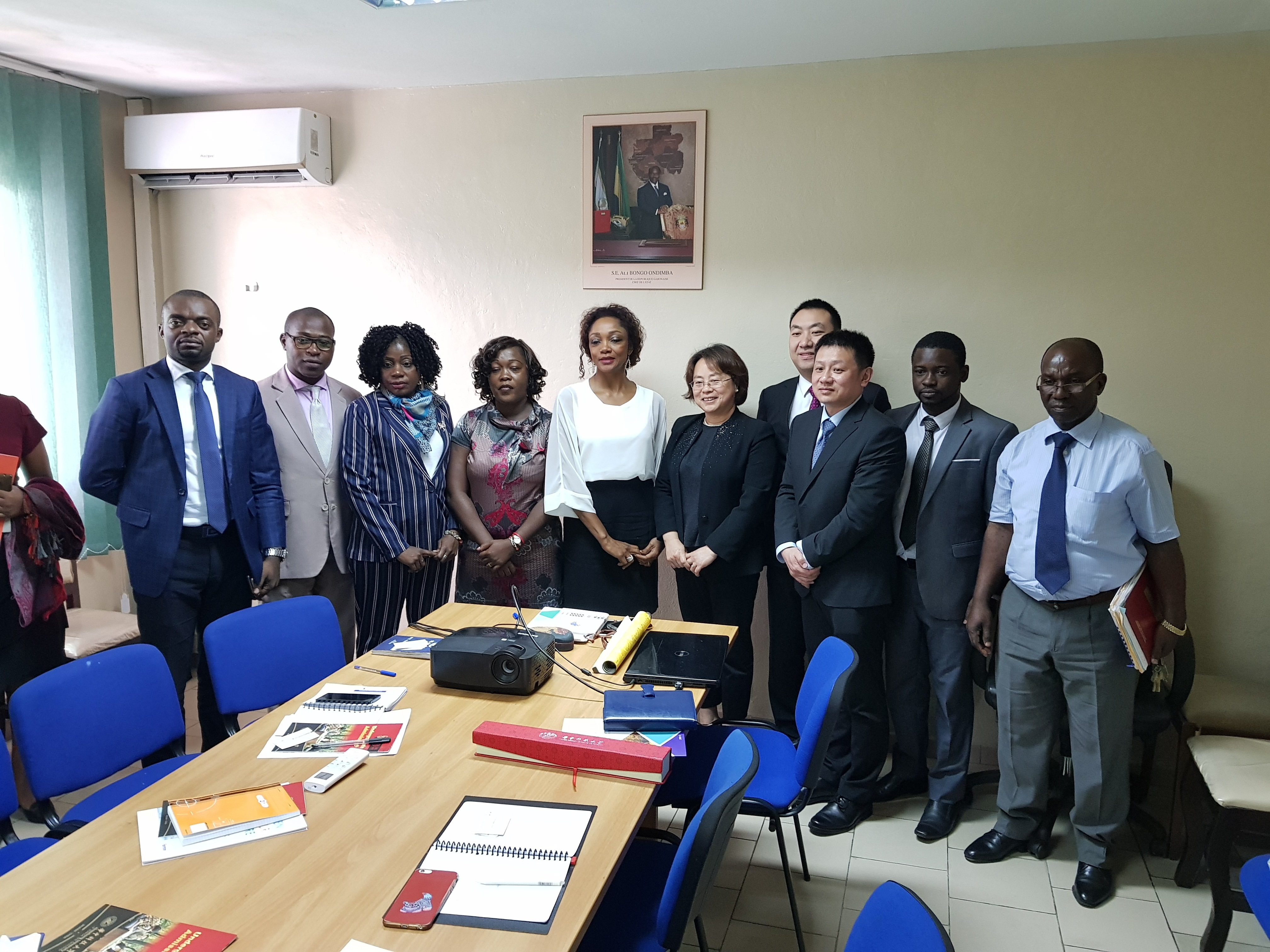
Liliane Massala avec les représentants de l'université Huazhong (Chine) des sciences et technologies (2021).

De 2012 à 2020, elle assure les fonctions de secrétaire générale au ministère des Affaires sociales, ainsi qu'au ministère de la Communication et de l'Économie. De son passage au ministère des Affaires sociales, on retiendra entre autres, l'ouverture de deux classes de 6e à l'Immaculée Conception, au profit des enfants de l’École nationale les Enfants Déficients Auditifs (ENADA), afin de leur permettre l'accès aux études secondaires. L'ENADA est une école créée par le missionnaire américain Dr Andrew Foster en 1982, où on apprend le langage des signes aux enfants sourds-muets dont le cursus s'arrêtait en classe de CM2 jusqu'à l'arrivée de Liliane Massala. Une formation qu'elle jugeait insuffisante pour l'insertion professionnelle des enfants sourds-muets. Elle incite le ministère à ouvrir des classes du collège et fait venir des formateurs français de Montpellier, spécialisés dans la formation en langage des signes, afin qu'ils puissent fournir aux enseignants gabonais des outils nécessaires pouvant les aider à dispenser des cours aux collégiens déficients auditifs avec des méthodes d'enseignement adaptées et des plus modernes. Elle quitte le ministère en 2014, laissant derrière elle deux classes de 6e. Grâce à l'implication de la Première dame à travers sa Fondation Sylvia Bongo Ondimba, l'ENADA est entièrement rénovée en décembre 2020 et comporte du matériel et des équipements de pointe conformes aux besoins des apprenants et à leur handicap. Un projet de rénovation qui est une initiative s'inscrivant dans la ligne droite des engagements de la Première dame en faveur de l'inclusion des personnes vivant avec un handicap au Gabon.
Le passage de Liliane Massala au ministère de la Communication et de l'Économie numérique est marqué, entre autres, par la mise en place d'un projet d'incubateur d'entreprises numériques facilitant aux jeunes gens le processus de création de leur entreprise ainsi que l'étude de la viabilité de leur projet. Ces derniers sont formés par des professionnels venus du monde entier qui leur apprennent à concevoir et développer des applications. Elle a œuvré également pour la protection des enfants en ligne.

#### Carrière internationale

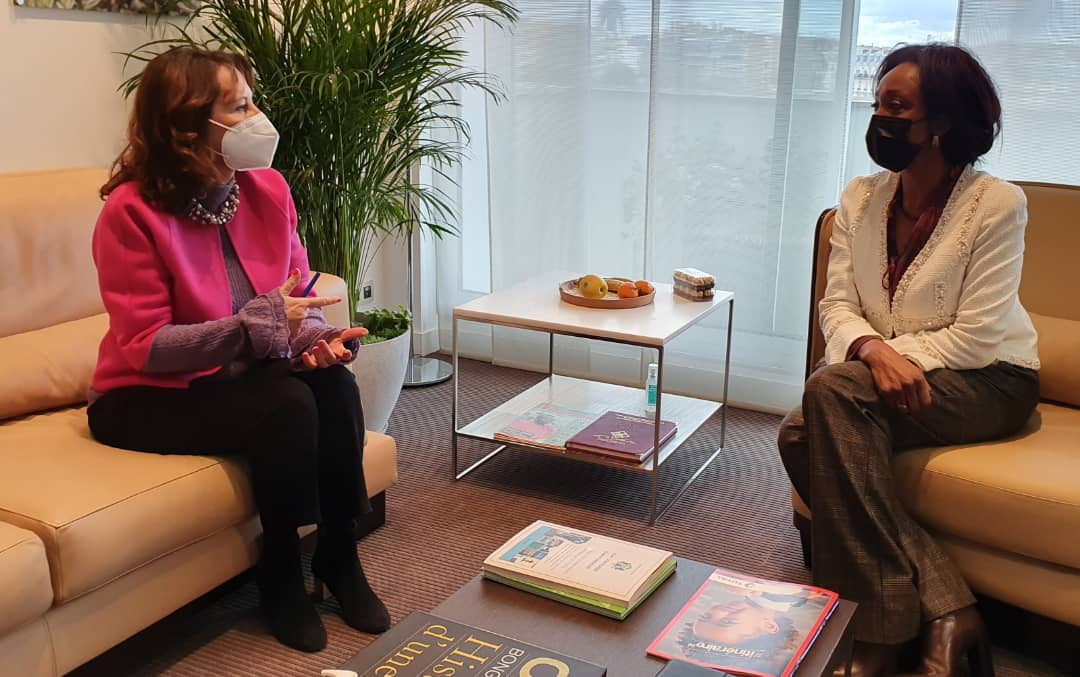
Liliane Massala et Ségolène Royal, le 13 janvier 2021.

Elle est nommée, le 3 septembre 2020, ambassadrice du Gabon en France, représentant permanente du Gabon auprès de la francophonie (OIF) avec juridiction au Portugal, à Andorre, à Monaco et en Suisse. Le journal Échos du Nord, dans sa publication du 29 janvier 2020, rapporte que dès sa prise de fonction à l'ambassade du Gabon à Paris, elle ouvre les portes, jadis barricadées, pour des raisons de sécurité à tous ses concitoyens sans distinction. Liliane Massala sollicite l'ancienne ministre française de l'Écologie et présidente de la COP21, Ségolène Royal, pour animer une série de conférences virtuelles sur les questions environnementales au profit des étudiants gabonais de France, afin de permettre à ces derniers d'approfondir leurs connaissances dans le domaine de la protection de l'environnement et de la biodiversité. Une série de visioconférences est délivrée dès le 28 janvier 2021 dans la bibliothèque de l'Ogooué, au sein de l'ambassade, par Ségolène Royal, qui est la présidente de l'association Désirs d'Avenir pour la Planète et qui intervient en qualité de chargée de cours à Science Po Paris. Le Gabon s'engage, sous l'impulsion du président Ali Bongo, dans une politique de développement durable pour lutter contre le changement climatique : lors de la COP 21, c'était le premier pays à soumettre son Plan d'action climat destiné à réduire de 50 % ses émissions de gaz effet de serre. La protection de l'environnement et de la biodiversité étant un projet important pour le Gabon, afin d'accompagner cette politique, l'État gabonais octroie des bourses d'études en environnement en France à ses étudiants. Liliane Massala est nommée par Louise Mushikiwabo présidente du groupe restreint sur la situation politique en Haïti en janvier 2021, mission qui porte sur la recherche de solution de sortie de crise de Haïti. 

### Carrière entrepreneuriale
Entrepreneure dans l'âme, en 2003 elle est la promotrice de l'Académie franco-américaine de Management (AFRAM). Liliane Massala créée en 2016 l’Institut international d’enseignement et de formation avancées (IIEFA) à Libreville (Gabon) qui forme d'une part les jeunes aux métiers du numérique d'autre part, prépare les étudiants pour les filières scientifiques.
Elle est nommée en 2014, membre du conseil d'administration du World Union of Small and Medium Enterprises (WUSME), organisme dont la mission est de représenter et de protéger les droits et les intérêts des petites et moyennes entreprises à travers le monde, notamment à Saint-Marin.

## Cause des femmes
En 2016, elle fonde le Forum Numérique et Genre (FNG) à Libreville, qui est une association pour le développement économique et l'épanouissement de la femme à travers les nouvelles technologies de l’information et de la communication (TIC). 
Du 5 au 7 août 2020, elle parraine les journées portes ouvertes virtuelles de Digie Women School,.

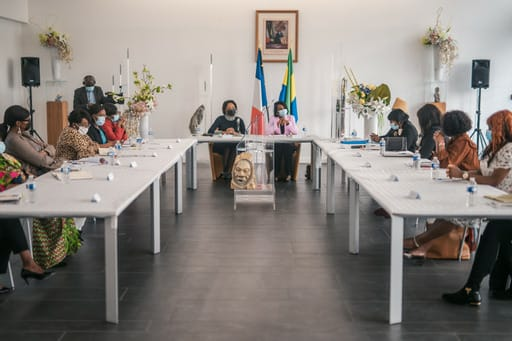
Liliane Massala, lors de la journée internationale de la femme gabonaise, célébrée à Paris, le 23 avril 2021.

Le 8 mars 2021, elle initie la création d'une cellule « Diplomatie Femme » au sein de l'ambassade du Gabon. Cette cellule a pour vocation de mener essentiellement des réflexions axées sur la place de la femme dans la diplomatie gabonaise.  

## Fondation
Pour rendre hommage à sa mère et continuer les œuvres de cette dernière, qui de son vivant avait fait de l'aide aux personnes défavorisées, notamment les femmes et les jeunes, son cheval de bataille, elle crée en juillet 2020, la fondation Christine Bahati, dont la mission est de promouvoir le bien-être, la santé et l’éducation des jeunes et des femmes.

## Vie personnelle
Liliane Massala est mère de deux garçons, nés en 2004 et en 2014. 

## Publication
Elle est chef de projet dans la rédaction du livre Omar Bongo - 30 ans de Médiations Africaines paru en mai 2009 aux éditions Archipel. Une mission qui lui a permis d'échanger avec de nombreuses personnalités internationales : Nelson Mandela,  Jacques Chirac, Kofi Annan, Abdou Diouf, Alassane Ouattara, Charles Pasqua. 

## Distinction
- Officier de l’ordre de l'Étoile équatoriale
- Officier de l’ordre national du Mérite